# 埃爾曾河

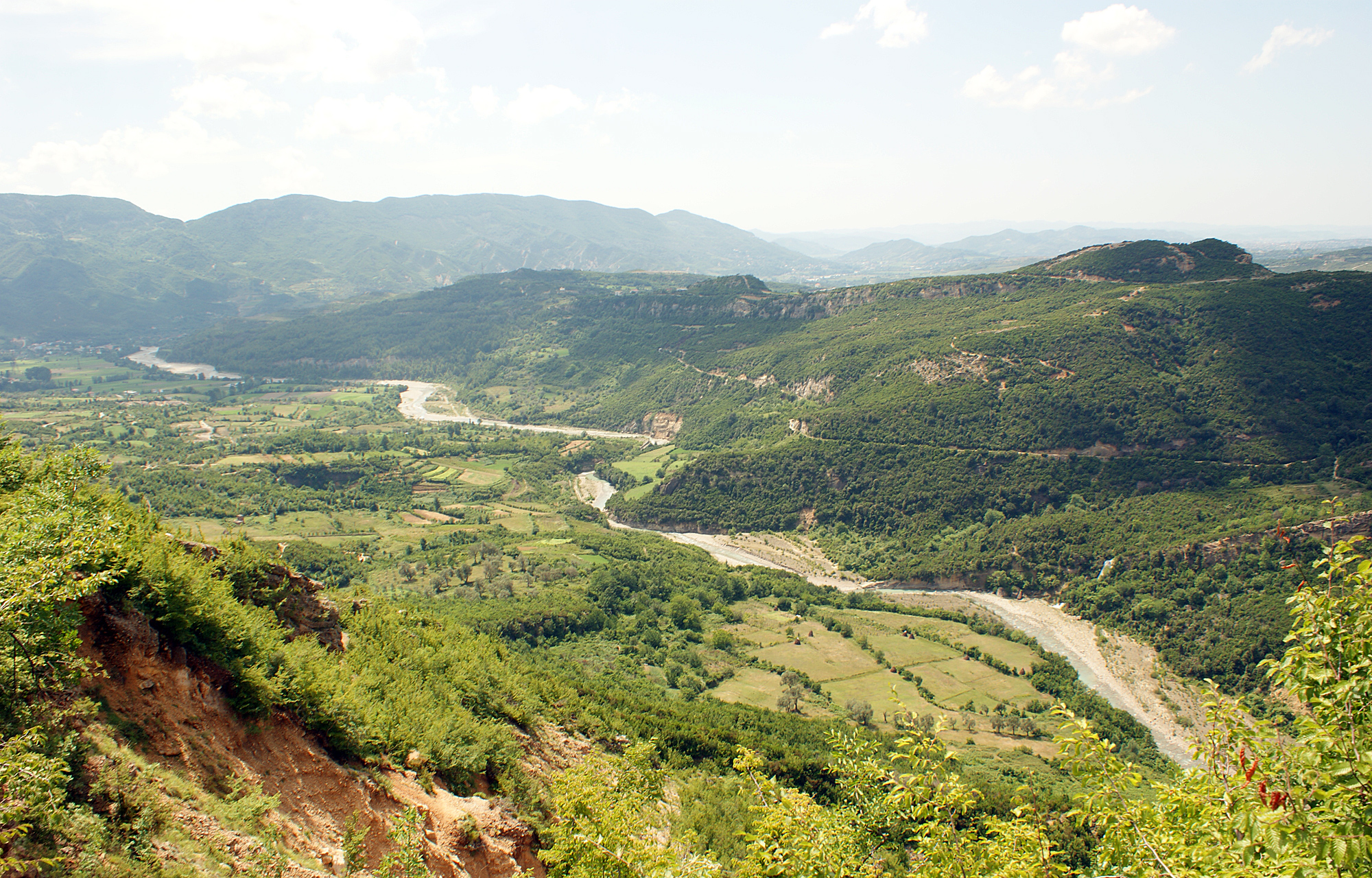

41°26′13″N 19°27′35″E / 41.43694°N 19.45972°E
埃爾曾河，是阿爾巴尼亞的河流，位於該國中部，發源自地拉那以東25公里，最終注入亞得里亞海，河道全長109公里，流域面積760平方公里。